# 미라마르 (플로리다주)

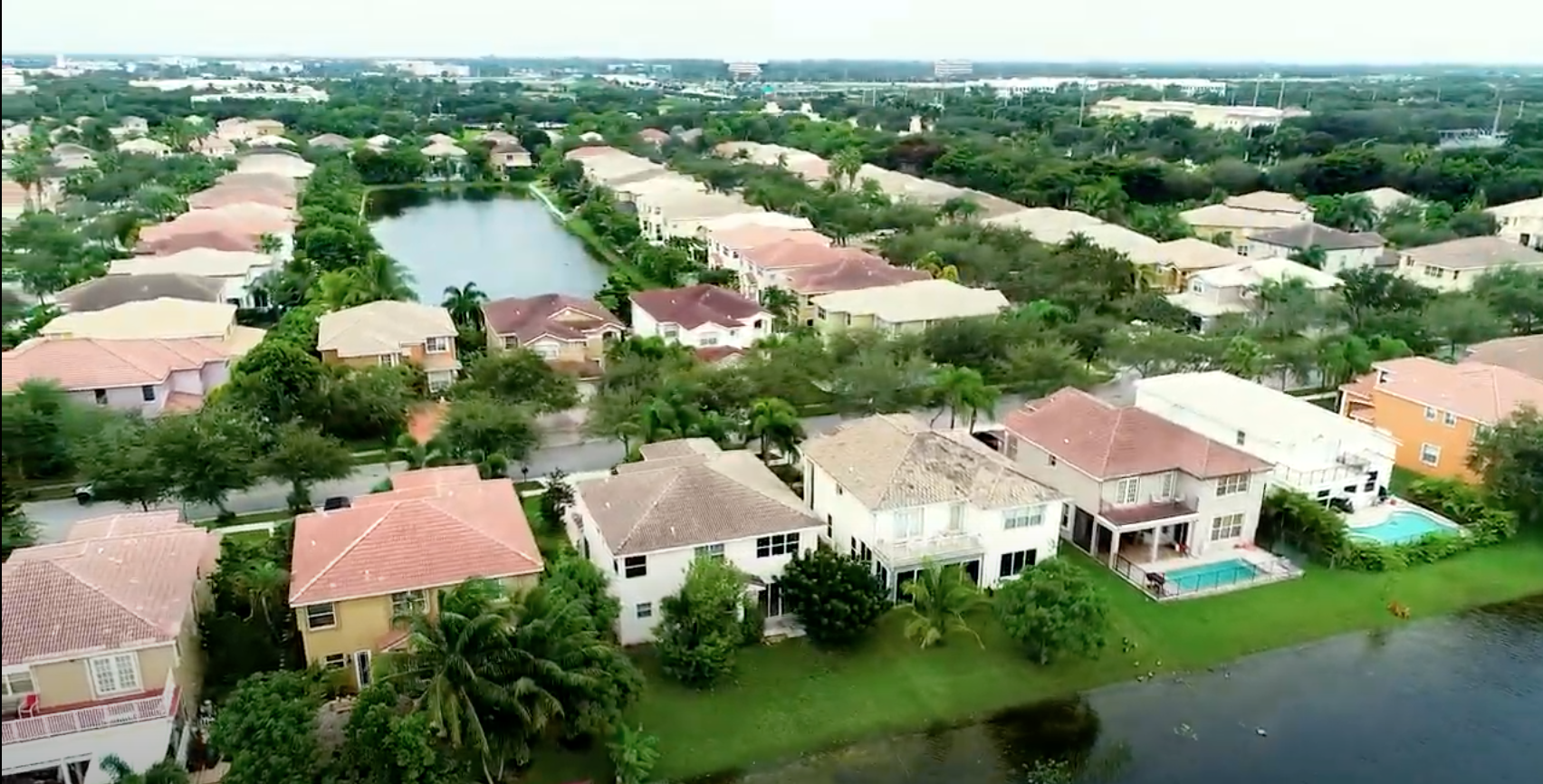

지도상의 위치

미라마르(Miramar)는 플로리다주 브로워드군의 도시이다. 마이애미 도시권의 교외 지역 중 하나로, 2020년 미국 인구조사 기준 인구는 134,721명으로 플로리다주에서 11번째로 많았다.